# Ruben (Armenien)

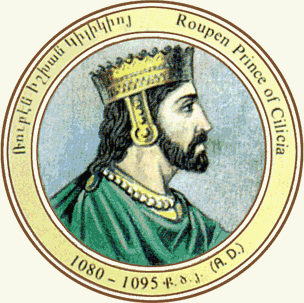
Ruben (Fürst von Kleinarmenien)

Ruben (auch Rupen, Ռուբեն, mittelgriechisch Ῥουπένιος; * 1025; † 1095 in Kormogolo) war der erste Fürst von Kleinarmenien. Er regierte ab 1080 in Kilikien.

## Leben
Ruben, der Gründer der Dynastie der Rubeniden, entstammte der Königsfamilie der Bagratiden, die bis 1045 in Armenien geherrscht hatte. Über seine ursprüngliche Stellung sind sich die Quellen nicht einig: Nach Matthias von Edessa war er Mitglied der Leibwache des früheren Königs Gagik II., dessen Ermordung 1079 (oder 1080) im kappadokischen Exil er blutig rächte und danach mit seiner Familie in das schwer zugängliche Taurusgebirge floh. Dem zuverlässigeren Michael dem Syrer zufolge war Ruben ein Gefolgsmann des Philaretos Brachamios, von dem er zum Gouverneur von Kilikien ernannt wurde, eventuell mit Billigung von Kaiser Nikephoros III. Möglicherweise hatte Ruben schon zuvor in einer nicht mehr näher bestimmbaren militärisch-administrativen Funktion in einem der östlichen Themen gedient.
Im Jahr 1080 sagte Ruben sich von Kaiser Nikephoros III. los und nahm den Titel eines „Herren vom Berge“ an. Im Bündnis mit Philaretos Brachamios, der Antiochia und Edessa beherrschte, erweiterte er von seiner Burg Kosidar (im Anti-Taurus nördlich von Sis bei Adana) aus sein Herrschaftsgebiet in die kilikische Ebene. Ruben führte mehrere erfolgreiche Feldzüge gegen die Byzantiner, wobei er unter anderem die starke Festung Pardzerpert in Besitz nahm. Als der Seldschukensultan Malik Schah I. 1086 große Teile Nordsyriens und des östlichen Anatoliens eroberte, nahm die armenische Zuwanderung in Rubens Fürstentum weiter zu.  
Aus Altersgründen übertrug Ruben 1090 die Regentschaft seinem Sohn und Nachfolger Konstantin, der noch im selben Jahr die strategisch wichtige Festung Vahka einnahm. Er starb 70-jährig in Kormogolo und wurde im Kloster von Kastalon bei Sis beigesetzt.